# حضران (ذمار)
حضران هي إحدى قرى الجمهورية اليمنية. تتبع جغرافيا لمحافظة ذمار وإداريًا لمديرية جبل الشرق. يبلغ تعداد سكانها 1741 نسمة حسب الإحصاء الذي أجري عام 2004.